# Vladimír Hrůza
Vladimír Hrůza (ur. 6 lutego 1960 w Jihlavie) – czechosłowacki kolarz szosowy, srebrny medalista mistrzostw świata.

## Kariera
Największy sukces w karierze Vladimír Hrůza osiągnął w 1985 roku, kiedy wspólnie ze Milanem Křenem, Michalem Klasą i Milanem Jurčo zdobył srebrny medal w drużynowej jeździe na czas na mistrzostwach świata w Giavera del Montello. Był to jednak jedyny medal wywalczony przez niego na międzynarodowej imprezie tej rangi. W tej samej konkurencji reprezentacja Czechosłowacji z Hrůzą w składzie zajęła też między innymi dziewiąte miejsce na rozgrywanych dwa lata później mistrzostwach świata w Villach. W 1988 roku wystartował na igrzyskach olimpijskich w Seulu, gdzie razem z kolegami z reprezentacji był ósmy w wyścigu drużynowym